# Deep River, Belize
Deep River är ett vattendrag i Belize. Det ligger i distriktet Toledo, i den södra delen av landet, 110 km söder om huvudstaden Belmopan.